# Antic Jutjat de Tarragona
L'Edifici Antic Jutjat de Tarragona va ser la seu de l'Audiència Provincial, des de mitjan segle xix fins al 1973. Ocupa un dels extrems del que va ser el Fòrum romà (segle I dC), on hi hagué una torre semblant a la del Pretori i a l'interior de l'edifici es conserven restes d'aquesta construcció, entre d'altres d'època romana.
Durant l'edat mitjana les antigues estructures romanes van ser aprofitades per bastir diverses construccions medievals. Sobre aquestes restes, es va alçar l'actual edifici neoclàssic, projectat per l'arquitecte Ramon Salas i Ricomà, inicialment destinat a Escola de Nàutica.
La construcció de l'actual edifici data del 13/4/1826. A la façana de carrer Ferrers, conserva la façana romana de la torre. A l'interior de l'edifici es conserven les estructures romanes de la torre de comunicació entre el visorium del Circ i la Plaça de Representació del Concili Provincial.

## Protecció
Donada la seva ubicació i superposició d'estructures i usos l'edifici presenta diferents diversos graus de protecció:
La torre romana disposa d'una protecció de BCIN zona arqueològica (Ruïnes de la plaça Pallol) pel decret de 3 de juny de 1931
(Gazeta de 4 de juny de 1931) i d'acord amb la vigent llei 9/93 del Patrimoni Cultural Català (R-I-55-0044), mentre que
l'Antiga Audiència té una catalogació de BCIL (B.1).
En detall a l'edifici hi conflueixen les següents proteccions:
- Tot el terme municipal de Tarragona està protegit i declarat pel Decret 652/1966, de 10 de març (BOE de 22 de març de 1966) i d'acord amb l'àmbit III amb un nivell de protecció d'acord amb la vigent Llei 9/93 del Patrimoni Cultural Català, Bé Cultural d'Interès Nacional a la categoria de BCIN-zona arqueològica.
- El bé es troba dins l'àrea de protecció de "Conjunt històric", protegit i declarat pel Decret 652/1966, de 10 de març (BOE de 22 de març de 1966) amb un nivell de protecció d'acord amb la vigent Llei 9/93 del Patrimoni Cultural Català de Bé Cultural d'Interès Nacional a la categoria de CONJUNTS (BCIN) (R-I-53-0073).
- La torre romana és considerada BCIN zona arqueològica (Ruïnes de la plaça Pallol) pel decret de 3 de juny de 1931 (Gazeta de 4 de juny de 1931) i d'acord amb la vigent llei 9/93 del Patrimoni Cultural Català (R-I-55-0044).
- El castell del bisbe de Vic té la protecció de BCIN, pel Decret de 22 d'abril de 1949 (BOE de 5 de maig de 1949) de protecció de l'arquitectura militar i per la disposició addicional primera de la Llei 9/93 del Patrimoni Cultural Català.
- L'Antic Jutjat neoclàssic és considerat BCIL segons el Pla d'Ordenació Urbanística Municipal de Tarragona de gener de 2011.

## Descripció
Edifici neoclàssic de dues plantes. La façana principal, a la Plaça del Pallol, té una filera de buits rematats amb arcs semicirculars formant una arcada que delimita el porxo que dona accés a l'edifici mitjançant una petita escalinata.
Hi ha també columnes ornamentals ressortides lleugerament de la façana i recolzades sobre els muntants dels arcs del porxo.
A la façana del carrer del Roser hi ha tres portes, dues amb arc de mig punt i la central amb arc rebaixat i l'escut de Tarragona sobre la clau.
A la façana del carrer dels Ferrers hi ha una torre romana encastada a l'edifici, descobertes en unes obres de restauració el 1943 i re-restaurada el 1978-79. L'immoble està rematat amb una simple cornisa i una inscripció.
Es conserven importants elements romans, com murs d'opus quadratum i caementicium amb revestiment d'opus vittatum. De l'època es conserven, així mateix, una porta de llinda amb arc de descàrrega, una finestra i les escales, construïdes amb pedra de Santa Tecla, que unirien la plataforma superior del circ amb l'interior de la torre. Aquestes restes es barregen amb altres que ens mostren la reutilització posterior de l'edifici, com restes d'un dipòsit o sitja tardoromana, murs d'època medieval i moderna i una inscripció pintada del dia de l'inici de la Segona República Espanyola.
Així mateix, a l'interior d'una de les voltes inferiors que tenen accés des del carrer Salines es va documentar l'únic forn de
producció de ceràmica fina d'època medieval trobat fins ara a Catalunya i un fragment de fris corresponent a un edifici de
culte d'època augustea.
Cal tenir en compte que aquest edifici, a l'edat mitjana va ser el castell del bisbe de Vic (o La Vigueta, també castell de Nahalis). En època baix medieval va ser graner municipal, com ho demostra la sitja conservada i el topònim de la plaça del Pallol. És plausible relacionar diversos murs amb el castell medieval del bisbe de Vic, com és clar que les estructures romanes i tardoantigues van ser part d'aquesta fortificació medieval.
L'agost del 1981: l'Ajuntament convocà en concurs públic les obres de reconstrucció de la teulada.
Els jutges ocupen avui un edifici nou a l'Avinguda Lluís Companys. I el vell jutjat ha estat ocupat provisionalment pel Conservatori de Música.